# 64. ceremonia wręczenia Złotych Globów
64. ceremonia wręczenia Złotych Globów miała miejsce 15 stycznia 2007 roku. Nagrody za rok 2006 rozdano w 14. kategoriach filmowych i 11. telewizyjnych przez Hollywoodzkie Stowarzyszenie Prasy Zagranicznej.
Najwięcej statuetek (trzy) otrzymał film Dreamgirls w reżyserii Billa Condona.

## Laureaci i nominowani
Laureaci nagród wyróżnieni są wytłuszczeniem

### Produkcje kinowe

#### Najlepszy film dramatyczny
- Babel
- Królowa
- Bobby
- Małe dzieci
- Infiltracja

#### Najlepsza aktorka w filmie dramatycznym
- Helen Mirren – Królowa
- Penélope Cruz – Volver
- Judi Dench – Notatki o skandalu
- Maggie Gyllenhaal – Sherry
- Kate Winslet – Małe dzieci

#### Najlepszy aktor w filmie dramatycznym
- Forest Whitaker – Ostatni król Szkocji
- Leonardo DiCaprio – Krwawy diament
- Leonardo DiCaprio – Infiltracja
- Peter O’Toole – Venus
- Will Smith – W pogoni za szczęściem

#### Najlepszy film komediowy lub musical
- Diabeł ubiera się u Prady
- Dreamgirls
- Mała miss
- Dziękujemy za palenie
- Borat: Podpatrzone w Ameryce, aby Kazachstan rósł w siłę, a ludzie żyli dostatniej

#### Najlepsza aktorka w filmie komediowym lub musicalu
- Meryl Streep – Diabeł ubiera się u Prady
- Annette Bening – Biegając z nożyczkami
- Toni Collette – Mała miss
- Beyoncé Knowles – Dreamgirls
- Renée Zellweger – Miss Potter

#### Najlepszy aktor w filmie komediowym lub musicalu
- Sacha Baron Cohen – Borat: Podpatrzone w Ameryce, aby Kazachstan rósł w siłę, a ludzie żyli dostatniej
- Johnny Depp – Piraci z Karaibów: Skrzynia umarlaka
- Aaron Eckhart – Dziękujemy za palenie
- Chiwetel Ejiofor – Kozaczki z pieprzykiem
- Will Ferrell – Przypadek Harolda Cricka

#### Najlepszy film zagraniczny
- Listy z Iwo Jimy
- Apocalypto
- Życie na podsłuchu
- Labirynt fauna
- Volver

#### Najlepszy film animowany
- Auta
- Happy Feet: Tupot małych stóp
- Straszny dom

#### Najlepsza aktorka drugoplanowa
- Jennifer Hudson – Dreamgirls
- Adriana Barraza – Babel
- Rinko Kikuchi – Babel
- Cate Blanchett – Notatki o skandalu
- Emily Blunt – Diabeł ubiera się u Prady

#### Najlepszy aktor drugoplanowy
- Eddie Murphy – Dreamgirls
- Ben Affleck – Hollywoodland
- Jack Nicholson – Infiltracja
- Mark Wahlberg – Infiltracja
- Brad Pitt – Babel

#### Najlepsza reżyseria
- Martin Scorsese – Infiltracja
- Stephen Frears – Królowa
- Clint Eastwood – Listy z Iwo Jimy
- Clint Eastwood – Sztandar chwały
- Alejandro González Iñárritu – Babel

#### Najlepszy scenariusz
- Peter Morgan – Królowa
- Guillermo Arriaga – Babel
- Todd Field, Tom Perrotta – Małe dzieci
- William Monahan – Infiltracja
- Patrick Marber – Notatki o skandalu

#### Najlepsza muzyka
- Alexandre Desplat – Malowany welon
- Clint Mansell – Źródło
- Carlo Siliotto – Nomad
- Gustavo Santaolalla – Babel
- Hans Zimmer – Kod da Vinci

#### Najlepsza piosenka
- „The Song of the Heart” – Happy Feet: Tupot małych stóp; muzyka i słowa: Prince
- „Never Gonna Break My Faith” – Bobby; muzyka i słowa: Bryan Adams, Eliot Kennedy, Andrea Remanda
- „Listen” – Dreamgirls; muzyka i słowa: Beyoncé Knowles, Henry Krieger, Anne Preven, Scott Cutler
- „Try Not to Remember” – Odwaga i nadzieja; muzyka i słowa: Sheryl Crow
- „A Father's Way” – W pogoni za szczęściem;  muzyka: Seal, Christopher Bruce; słowa: Seal

### Produkcje telewizyjne

#### Najlepszy serial dramatyczny
- Chirurdzy
- 24 godziny
- Trzy na jednego
- Herosi
- Zagubieni

#### Najlepsza aktorka w serialu dramatycznym
- Kyra Sedgwick – Podkomisarz Brenda Johnson
- Helen Mirren – Główny podejrzany 7: Końcowy akt
- Patricia Arquette – Medium
- Edie Falco – Rodzina Soprano
- Evangeline Lilly – Zagubieni
- Ellen Pompeo – Chirurdzy

#### Najlepszy aktor w serialu dramatycznym
- Hugh Laurie – Dr House
- Patrick Dempsey – Chirurdzy
- Michael C. Hall – Dexter
- Bill Paxton – Trzy na jednego
- Kiefer Sutherland – 24 godziny

#### Najlepszy serial komediowy lub musical
- Brzydula Betty
- Gotowe na wszystko
- Ekipa
- Biuro
- Trawka

#### Najlepsza aktorka w serialu komediowym lub musicalu
- America Ferrera – Brzydula Betty
- Marcia Cross – Gotowe na wszystko
- Felicity Huffman – Gotowe na wszystko
- Julia Louis-Dreyfus – Nowe przygody starej Christine
- Mary-Louise Parker – Trawka

#### Najlepszy aktor w serialu komediowym lub musicalu
- Alec Baldwin – Rockefeller Plaza 30
- Zach Braff – Hoży doktorzy
- Steve Carell – Biuro
- Brandon Lee – Na imię mi Earl
- Tony Shalhoub – Detektyw Monk

#### Najlepszy miniserial lub film telewizyjny
- Elżbieta I, reż. Tom Hooper
- Samotnia, reż. Justin Chadwick
- Przerwany szlak, reż. Walter Hill
- Główny podejrzany 7: Końcowy akt, reż. Philip Martin
- Tsunami – po katastrofie, reż. Bharat Nalluri

#### Najlepsza aktorka w miniserialu lub filmie telewizyjnym
- Helen Mirren – Elżbieta I
- Gillian Anderson – Samotnia
- Annette Bening – Pani Harris
- Helen Mirren – Główny podejrzany 7: Końcowy akt
- Sophie Okonedo – Tsunami – po katastrofieh

#### Najlepszy aktor w miniserialu lub filmie telewizyjnym
- Bill Nighy – Gideon’s Daughter
- Andre Braugher – Złodziej
- Robert Duvall – Przerwany szlak
- Michael Ealy – Uśpiona komórka
- Matthew Perry – Tryumf
- Chiwetel Ejiofor – Tsunami – po katastrofie
- Ben Kingsley – Pani Harris

#### Najlepsza aktorka drugoplanowa w serialu, miniserialu lub filmie telewizyjnym
- Emily Blunt – Gideon’s Daughter
- Toni Collette – Tsunami – po katastrofie
- Katherine Heigl – Chirurdzy
- Sarah Paulson – Studio 60
- Elizabeth Perkins – Trawka

#### Najlepszy aktor drugoplanowy w serialu, miniserialu lub filmie telewizyjnym
- Jeremy Irons – Elżbieta I
- Thomas Haden Church – Przerwany szlak
- Justin Kirk – Trawka
- Masi Oka – Herosi
- Jeremy Piven – Ekipa